# Xavier Tolsa
Pour les articles homonymes, voir Tolsa et Domenech.
Xavier Tolsa Domènech, né en 1966 à Barcelone, est un mathématicien espagnol.

## Biographie
Il enseigne à l'Université autonome de Barcelone et à l'Institut catalan de recherche et d'études avancées (ICREA). 
Tolsa fait des recherches en analyse harmonique (théorie de Calderón-Zygmund), analyse complexe, théorie géométrique de la mesure  et théorie du potentiel. Plus précisément, il est connu pour ses recherches sur la capacité analytique (en), les Ensembles amovibles et le problème de Painlevé. Il a résolu le problème de A. G. Vitushkin,  sur la semi-additivité de la capacité analytique. Cela lui a permis de résoudre un problème encore plus ancien de Paul Painlevé sur la caractérisation géométrique des ensembles amovibles.
Il est lauréat du prix Salem en 2002.

## Prix et distinctions
- 2002 : Prix Salem[5]
- 2004 : Prix EMS[6]
- 2013 : Prix Ferran Sunyer i Balaguer[7]
- 2019 : Prix Rey Jaime I de Recherche basique [8]

## Publications
- Xavier Tolsa, « Principal Values for the Cauchy Integral and Rectifiability », Proceedings of the American Mathematical Society, vol. 128, no 7,‎ 2000, p. 2111–2119 (DOI 10.1090/S0002-9939-00-05264-3, JSTOR 119706)
- Xavier Tolsa, « Painlevé's problem and the semiadditivity of analytic capacity », Acta Mathematica, vol. 190,‎ 2003, p. 105–149 (DOI 10.1007/BF02393237)
- Fedor Nazarov, Alexander Volberg et Xavier Tolsa, « On the uniform rectifiability of AD-regular measures with bounded Riesz transform operator: the case of codimension 1 », Acta Mathematica, vol. 213, no 2,‎ 2014, p. 237–321 (ISSN 0001-5962, DOI 10.1007/s11511-014-0120-7)